# Вікторія-де-Дуранго
Дура́нго (ісп. Durango), офіційно Вікто́рія-де-Дура́нго (ісп. Victoria de Durango), також відоме як Сьюда́д-де-Дура́нго (ісп. Ciudad de Durango) — столиця і найбільше місто штату Дуранго в Мексиці. На 2010 рік населення становило 518 709 осіб.
Місто обслуговує міжнародний аеропорт «Хенераль Гвадалупе Вікторія» (General Guadalupe Victoria).

## Клімат
Місто знаходиться у зоні, котра характеризується кліматом тропічних напівпустель. Найтепліший місяць — червень із середньою температурою 23.7 °C (74.7 °F). Найхолодніший місяць — січень, із середньою температурою 12.5 °С (54.5 °F).
| Клімат Дуранго          | Клімат Дуранго | Клімат Дуранго | Клімат Дуранго | Клімат Дуранго | Клімат Дуранго | Клімат Дуранго | Клімат Дуранго | Клімат Дуранго | Клімат Дуранго | Клімат Дуранго | Клімат Дуранго | Клімат Дуранго | Клімат Дуранго |
| Показник                | Січ.           | Лют.           | Бер.           | Квіт.          | Трав.          | Черв.          | Лип.           | Серп.          | Вер.           | Жовт.          | Лист.          | Груд.          | Рік            |
| Абсолютний максимум, °C | 31             | 29             | 35             | 38             | 39             | 39             | 39             | 38             | 39             | 35             | 35             | 30             | 39             |
| Середній максимум, °C   | 19,9           | 21,4           | 25,1           | 27,4           | 31             | 31,8           | 28,9           | 28,5           | 28,7           | 27,3           | 24,6           | 20,8           | 26,3           |
| Середня температура, °C | 12,5           | 13,9           | 16,6           | 18,8           | 22,1           | 23,7           | 21,8           | 21,5           | 21,3           | 19,6           | 16,5           | 13,2           | 18,5           |
| Середній мінімум, °C    | 5,1            | 6,3            | 8              | 10,2           | 13,2           | 15,5           | 14,7           | 14,4           | 13,9           | 11,9           | 8,3            | 5,6            | 10,6           |
| Абсолютний мінімум, °C  | −5             | −4             | 1              | 2              | 3              | 7              | 8              | 9              | 8              | 5              | 0              | −2             | −5             |
| Норма опадів, мм        | 9              | 6              | 2              | 2              | 11             | 52             | 99             | 106            | 63             | 33             | 14             | 9              | 405            |
| Днів з дощем            | 1              | 0,5            | 0,2            | 0,4            | 1              | 5,3            | 10,3           | 11,1           | 6,5            | 3,6            | 1,3            | 1,6            | 42,8           |
| ----------------------- | -------------- | -------------- | -------------- | -------------- | -------------- | -------------- | -------------- | -------------- | -------------- | -------------- | -------------- | -------------- | -------------- |
| Джерело: Weatherbase    |                |                |                |                |                |                |                |                |                |                |                |                |                |

## Історія

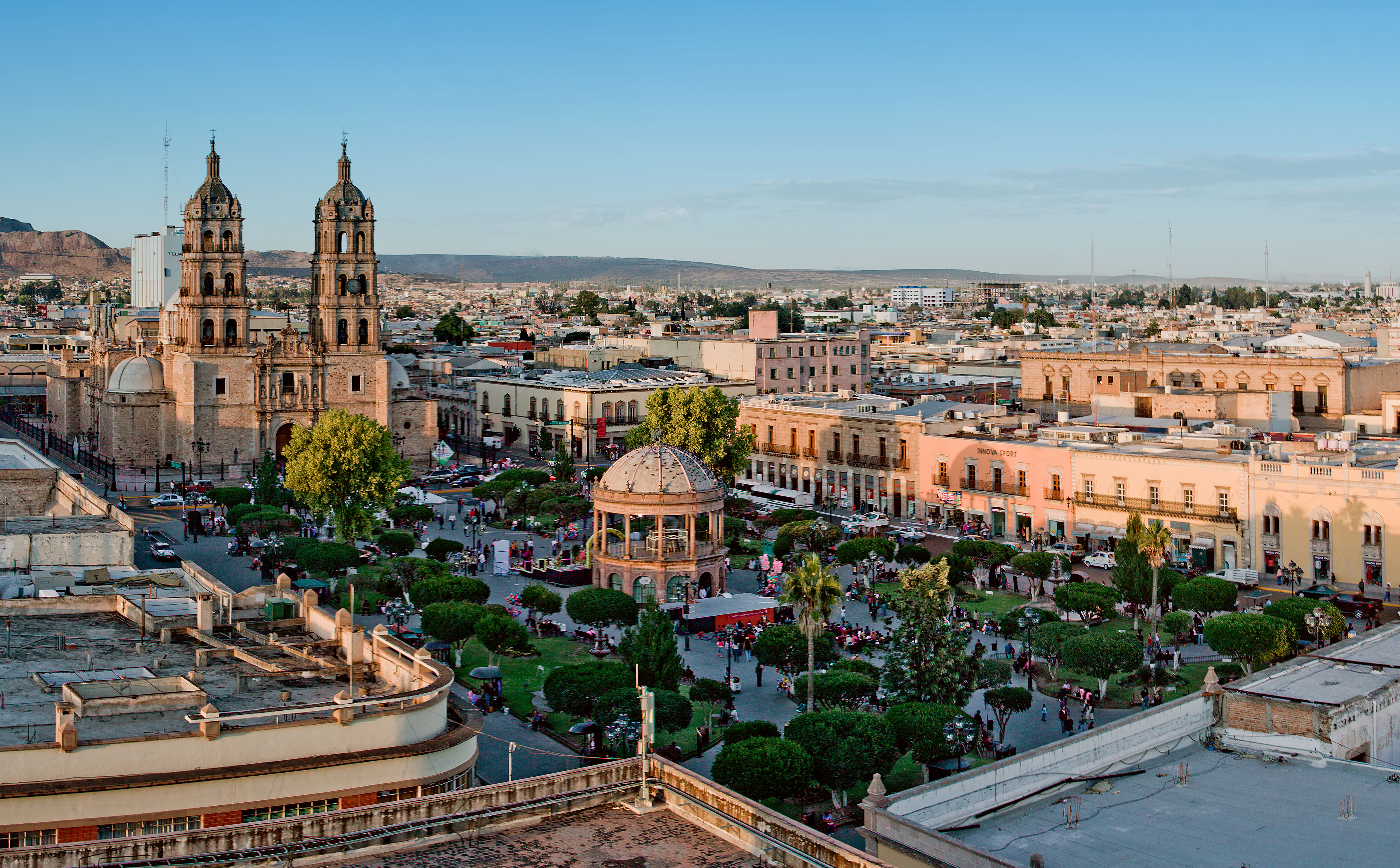
Площа Пласа-де-Армас в Дуранго

Франсиско де Ібарра 8 липня 1563 року заснував місто в широкій долині, у якій знаходилася невелике іспанське село Nombre de Dios. У 1652 дон Ф. де Ібарра, син одного з відомих засновників Сакатекас, досліджував область і заснував містечко Вілья де Гвадіана (Villa de Guadiana), біля давнього поселення Номбре де Діос, яке незабаром стало відоме як Нуева Біскайя (Nueva Vizcaya), на згадку про іспанську область, звідки приїхала його сім'я.
У 1620 була заснована єпархія Дуранго. Як наслідок, король Іспанії Філіп IV наступного року затвердив статус міста і герб. Протягом 17 ст. місто переживало важкий період і майже було забуте, а також потерпало від нападів індіанців. Однак через своє стратегічне положення місто мало підтримку віце-королівського уряду. З виявленням у 18 ст. родовищ дорогоцінних мінералів місто дістало новий імпульс розвитку.
У 1824 Дуранго став столицею однойменного штату. На честь першого президента Г. Вікторії, який народився в Тамасулі, Дуранго, повна назва міста звучить як Вікторія де Дуранго.

## Відомі особистості
В поселенні народився:
- Мігель Гончо (1890—1916) — мексиканець українського походження, учасник Мексиканської революції 1910-17 років
- Рамон Новарро (1899-1968)  — американський актор, зірка "німого" кіно
- Долорес дель Ріо (1905-1983) — мексиканська акторка, яка стала відомою в Голівуді за часів німого кіно.